# تپه داش دیبی
تپه داش دیبی مربوط به هزاره سوم و۲ قبل از میلاد است و در شهرستان مراغه، بخش سراجو، دهستان سراجوی جنوبی، ۸۵۰ متری روستای قراجه قیه واقع شده و این اثر در تاریخ ۱۸ اسفند ۱۳۸۷ با شمارهٔ ثبت ۲۵۲۱۴ به‌عنوان یکی از آثار ملی ایران به ثبت رسیده است.